# Mary Ball Washington
Mary Ball Washington (n. 1708 – d. 1789) a fost cea de-a doua soție a lui Augustine Washington și mama lui George Washington.